# Yesterday & Today (bài hát)
Yesterday & Today là đĩa đơn thứ tư của Do As Infinity, phát hành năm 2000 cùng với sự tham gia của nhà sản xuất Kameda Seiji. Đây cũng là đĩa đơn thứ 3 gồm các bài hát được phối lại, nó tiêu thụ được 156000 bản, trở thành một trong những đĩa đơn bán chạy nhất của DAI. Bản B-Side Raven được chọn làm nhạc phim điện ảnh.

## Danh sách
1. "Yesterday & Today" (Hôm qua & hôm nay)
2. "Raven" (Con quạ)
3. "Glasses" (Kính thủy tinh)
4. "Yesterday & Today" (Instrumental)
5. "Raven" (Instrumental)
6. "Glasses" (Instrumental)
7. "Oasis" (Dub's Highspeed Remix)

## Xếp hạng
| Bảng xếp hạng (2000) | Thứ hạng | Thời gian trụ hạng |
| -------------------- | -------- | ------------------ |
| Oricon Nhật Bản      | 10       | 9 tuần             |